# Creu del camí de Marçà
La Creu del camí de Marçà, o Creu de terme de Marçà, és una creu de terme de Falset (Priorat), situada al carrer de la Sènia del Padró, al sud de la població, Està declarada bé cultural d'interès nacional.

## Descripció
Aquesta creu està formada per una peanya de dos esglaons al centre de la qual s'alça el pilar octogonal, la meitat del qual està fet de pedra i l'altra de ciment. Damunt de tot es troba la creu sobre una base octogonal, ambdues també de ciment, que presenten les mateixes característiques que la creu de terme de les Muntanyes, amb l'escut de la vila a la cara frontal.

## Història
Aquesta creu va se aixecada per l'ajuntament de Falset el 14 de maig de 2006.